# Canadá en la Copa Mundial de Fútbol de 2026
La selección de fútbol de Canadá será uno de los 48 equipos participantes de la Copa Mundial de Fútbol de 2026 que se realizará de manera conjunta en México, Estados Unidos y Canadá entre los días 11 de junio y 19 de julio de aquel mismo año. El equipo clasificó para el torneo después de obtener la sede de la Copa del Mundo el 13 de junio de 2018; Sin embargo, en ese momento, la FIFA, en virtud del aumento de plazas para la Concacaf, aun no determinaba si concedería la clasificación automática a las tres federaciones anfitrionas o emplearía algún formato distinto para ello. La decisión definitiva, y por ende la confirmación de su clasificación, fue tomada hasta el 14 de febrero de 2023, otorgando a la tripleta de selecciones locales sus plazas directas.

## Preparación

### Partidos previos
Datos correspondientes al periodo entre la finalización de la Copa de Oro 2025 y el inicio de la Copa Mundial de Fútbol de 2026
| Fecha                   | Lugar       | Competición |             |                    | Resultado |                   |             |
| ----------------------- | ----------- | ----------- | ----------- | ------------------ | --------- | ----------------- | ----------- |
| 5 de septiembre de 2025 | Bucarest    | Amistoso    | Rumania     | Bandera de Rumania |           | Bandera de Canadá | Canadá      |
| 9 de septiembre de 2025 | Swansea     | Amistoso    | Gales       | Bandera de Gales   |           | Bandera de Canadá | Canadá      |
| 10 de octubre de 2025   | Quebec      | Amistoso    | Canadá      | Bandera de Canadá  |           | Bandera de ?      | Por definir |
| octubre de 2025         | Por definir | Amistoso    | Canadá      | Bandera de Canadá  |           | Bandera de ?      | Por definir |
| noviembre de 2025       | Por definir | Amistoso    | Canadá      | Bandera de Canadá  |           | Bandera de ?      | Por definir |
| noviembre de 2025       | Por definir | Amistoso    | Por definir | Bandera de ?       |           | Bandera de Canadá | Canadá      |
| marzo de 2026           | Por definir | Amistoso    | Canadá      | Bandera de Canadá  |           | Bandera de ?      | Por definir |
| marzo de 2026           | Por definir | Amistoso    | Por definir | Bandera de ?       |           | Bandera de Canadá | Canadá      |
| junio de 2026           | Por definir | Amistoso    | Canadá      | Bandera de Canadá  |           | Bandera de ?      | Por definir |

## Participación
- Las horas indicadas corresponden al huso horario local de cada ciudad sede:
  - UTC-04:00, Nueva York, Boston, Filadelfia, Toronto, Atlanta y Miami.
  - UTC-05:00, en Kansas City, Dallas y Houston.
  - UTC-06:00, en Ciudad de México, Guadalajara y Monterrey.
  - UTC-07:00, en Los Ángeles, Seattle, San Francisco y Vancouver.

### Partidos
| Fecha       | Lugar     | Instancia      |             |                   | Resultado |                   |             |
| ----------- | --------- | -------------- | ----------- | ----------------- | --------- | ----------------- | ----------- |
| 12 de junio | Toronto   | Fase de grupos | Canadá      | Bandera de Canadá |           | Bandera de ?      | Por definir |
| 18 de junio | Vancouver | Fase de grupos | Canadá      | Bandera de Canadá |           | Bandera de ?      | Por definir |
| 24 de junio | Vancouver | Fase de grupos | Por definir | Bandera de ?      |           | Bandera de Canadá | Canadá      |

### Fase de grupos - Grupo B
| Selección   | Pts | PJ | PG | PE | PP | GF | GC | Dif |
| ----------- | --- | -- | -- | -- | -- | -- | -- | --- |
| Canadá      | 0   | 0  | 0  | 0  | 0  | 0  | 0  | 0   |
| Por definir | 0   | 0  | 0  | 0  | 0  | 0  | 0  | 0   |
| Por definir | 0   | 0  | 0  | 0  | 0  | 0  | 0  | 0   |
| Por definir | 0   | 0  | 0  | 0  | 0  | 0  | 0  | 0   |

|  | Clasificados a los dieciseisavos de final.                |
|  | Puede clasificarse como uno de los ocho mejores terceros. |